# Alsteinia nigra
Alsteinia nigra är en kackerlacksart som beskrevs av Hanitsch 1950. Alsteinia nigra ingår i släktet Alsteinia och familjen småkackerlackor. Inga underarter finns listade i Catalogue of Life.